# Pasquale Frisenda
Pasquale Frisenda (né le 8 janvier 1970 à Milan) est un dessinateur de bande dessinée italien.
Après des débuts professionnels chez Star Comics en 1992, Frisenda entre en 1996 chez Sergio Bonelli Editore, le principal éditeur italien de bande dessinée d'aventure, où il a depuis travaillé sur diverses séries : Ken Parker, Magico Vento, Tex, Dylan Dog, etc.

## Récompenses et distinctions
- 2010 : Mention spéciale du prix Micheluzzi de la meilleure bande dessinée pour Patagonia (avec Mauro Boselli)